# Vypsaná fiXa
Vypsaná fiXa je pardubická skupina mající základy v rocku obohaceném o prvky jiných žánrů; sama kapela se někdy označuje za pop punkovou. Výrazným prvkem skupiny jsou její básnické, surrealistické texty, které píše frontman Michal Mareda.
Skupina vznikla v roce 1994. 
V roce 2021 skupinu opustil jeden ze zakládajících členů baskytarista Daniel Oravec alias Mejn. Vypsaná fiXa nyní hraje v sestavě:
- Michal Mareda (Márdi) – zpěv, kytara
- Milan Kukulský (Mejla) – kytara
- Kryštof Mašek – baskytara
- Petr Martínek (Pítrs) – bicí

Vznik názvu skupiny popsal frontman Márdi tak, že se svým bratrem jednou nahrál na magnetofon šest písniček a vytvořil na to obal s nápisem „Vypsaná fixa“. Po několika letech chtěl s nynějším bubeníkem skupiny Pítrsem udělat nějaký prázdninový projekt. Když přišlo na jméno kapely, vzpomněl si právě na název Vypsaná fixa.
Během roku 2007 spolupracovali na natáčení českého filmu Václav, který orámovala hudba z jejich tvorby. Zpěvák skupiny se ve filmu objevil i v epizodní roli. V roce 2012 spolupracovali na filmu Čtyři slunce.

## Diskografie

### Demonahrávky apod.
- No Burp! (1994)
- Z Nietzscheho nic (1995)
- Smutné a veselé vraždy (1996)
- Lunapark (1997, 1998)
- Nová jarní kolekce (2000)
- V Fabric – také DVD Před náma jedeme my (2006)
- VFRFP (2010) – live záznam z festivalu Rock for People
- Čtyři slunce (2012) EP – soundtrack k filmu Čtyři slunce
- Mixle v pixle (2013) – album pro děti
- Vypsaná fiXa G2 Accoustic stage (2013) – akustický koncert
- Planety Malého prince (2015)
- Bestiálně šťastní XX (2013) - live záznam z klubu Café v lese, kde bylo přehrané celé album

### Řadové desky
- Brutální všechno (2001)
- Bestiálně šťastní (2003)
- Krása nesmírná (2005)
- Fenomén (2007) – nominace na Anděla v kategorii „album roku – rock“
- Klenot (2009) – širší nominace na Anděla v kategorii „album roku – rock“
- Detaily (2011)
- Krásný smutný den (2014)
- Tady to někde je (2017)
- Kvalita (2019)
- Kusy radosti (2022)